# Fabronia niam-niamiae
Fabronia niam-niamiae là một loài Rêu trong họ Fabroniaceae. Loài này được Müll. Hal. mô tả khoa học đầu tiên năm 1875.